# Darevskia daghestanica
Darevskia daghestanica är en ödleart som beskrevs av  Ilya Sergeevich Darevsky 1967. Darevskia daghestanica ingår i släktet Darevskia och familjen lacertider. IUCN kategoriserar arten globalt som livskraftig. Inga underarter finns listade i Catalogue of Life.